# التهاب السحايا الورمي
التهاب السحايا الورمي (بالإنجليزية: Neoplastic meningitis)‏ أو التهاب السحايا الخبيث (بالإنجليزية: malignant meningitis)‏ أو التهاب السحايا السرطاني (بالإنجليزية: meningitis carcinomatosa)‏ أو سُراط السحايا الرقيقة (بالإنجليزية: leptomeningeal carcinomatosis)‏ هو حدوث التهاب السحايا بسبب ارتشاح حيز تحت العنكبوتية بخلايا سرطانية.
مصدر الخلايا الخبيثة من سرطان أولي مثل سرطان الثدي أو من ورم دماغي مثل ورم أرومي نخاعي. أول المصادر حول التهاب السحايا الورمي يعود إلى عقد 1870، وتعد سرطانات الثدي والرئة والورم الميلانيني الخبيث أبرز الأسباب.